# 横尾俊建
横尾 俊建（よこお としたけ、1993年5月27日 - ）は、東京都多摩市出身の元プロ野球選手（内野手・外野手、右投右打）、コーチ。

## 経歴

### プロ入り前
南鶴牧小学校3年から武蔵府中リトルで野球を始める。チームメイトには1学年先輩に南貴樹、同期に茂木栄五郎と菅野剛士、2学年後輩に石川亮がいた。横浜市立あざみ野中学校時代は中本牧シニア、相模ホワイトボーイズで捕手を務めた。
日大三高校入学後、1年の秋からレギュラーとして活躍。第82回選抜高等学校野球大会では1学年先輩の山﨑福也を擁し、4番打者として横山雄哉や有原航平などの投手から安打を量産した。興南高校との決勝では島袋洋奨から2安打を打ったが、自身のエラーが決勝点となってしまい敗れた。2年秋は東京都大会を制し、第41回明治神宮野球大会に出場。決勝の鹿児島実業高校戦では野田昇吾から本塁打を打ち優勝に貢献した。第83回選抜高等学校野球大会では打率.200と活躍できなかったが、第93回全国高等学校野球選手権大会では、2回戦の白根尚貴擁する開星高校戦では逆転適時打を打ち、3回戦の智弁和歌山高校戦では先制適時打、準決勝の渡邊雄貴擁する関西高校戦は3安打5打点と活躍した。そして、決勝の川上竜平、北條史也、田村龍弘擁する光星学院高校戦でも4安打3打点の活躍で優勝に貢献した。甲子園通算、15試合、打率.460、63打数29安打20打点。大会後は第9回AAAアジア野球選手権大会の日本代表に選ばれた。野球部の同期に髙山俊、宮之原健がいる。高校通算58本塁打。
慶応義塾大学では1年春から出場し、3年の春には打率.318を記録、東京六大学リーグ6季ぶりの優勝に貢献。第63回全日本大学野球選手権大会では神奈川大学の濵口遥大から本塁打を打った。3年の秋に3本塁打14打点の活躍で初のベストナインに選ばれる。4年には2015年ユニバーシアードの日本代表に選ばれた。4年の秋にはリーグタイとなる4試合連続本塁打を含む5本の本塁打を打ち2季ぶりにベストナインに選ばれた。大学通算96試合、打率.248、330打数82安打、13本塁打64打点。大学には3学年先輩に福谷浩司、2学年先輩に白村明弘、同期に山本泰寛、谷田成吾、1学年後輩に矢崎拓也がいる。
2015年10月22日に行われたプロ野球ドラフト会議で北海道日本ハムファイターズから6位指名を受け、契約金3000万円、年俸750万円で合意し、入団した。背番号は58。同期の山本は読売ジャイアンツに5位指名され入団したものの、谷田はどの球団からも指名されず社会人野球へと進んだ。

### 日本ハム時代

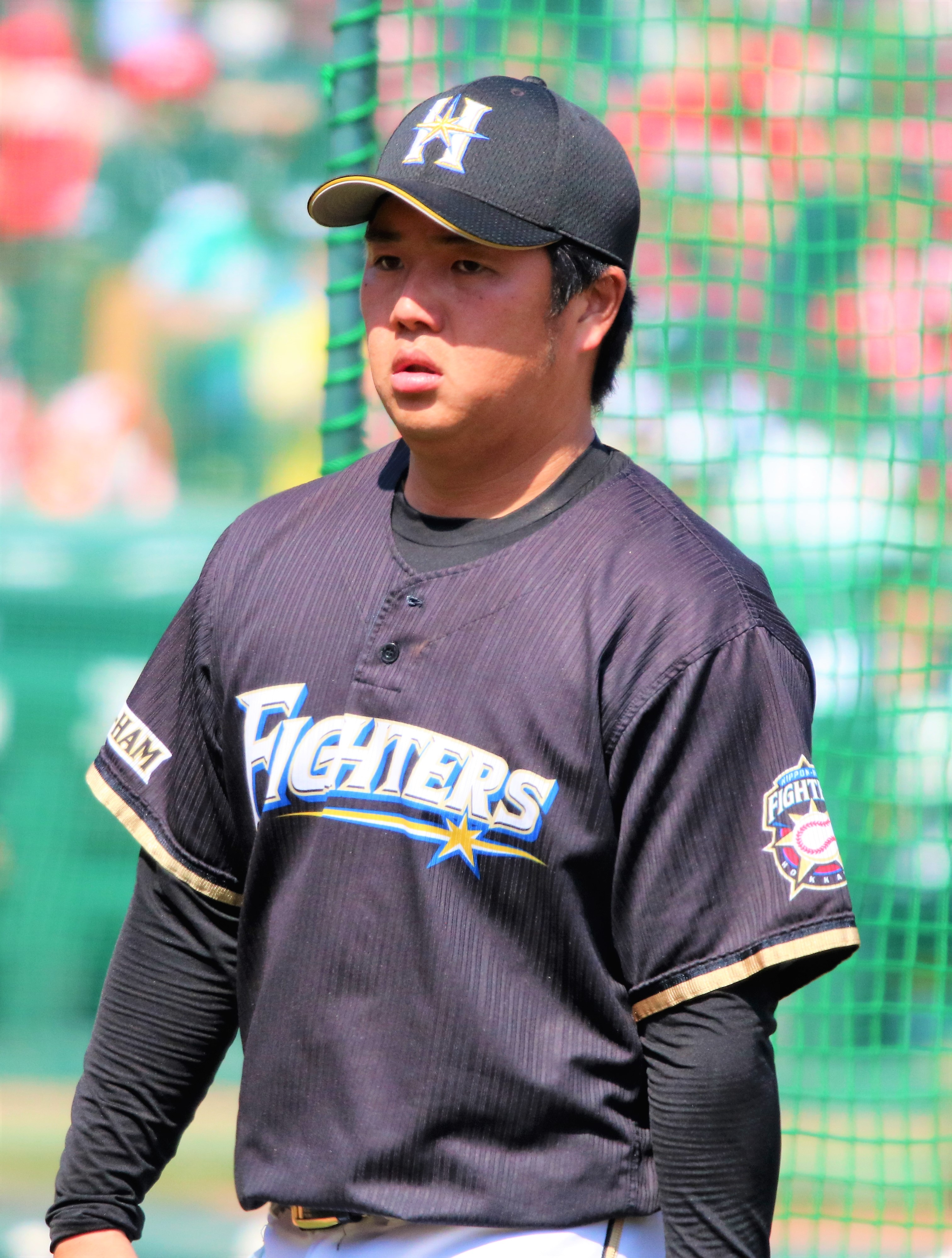
日本ハム時代
（2018年3月14日 マツダスタジアム）

2016年、プロ入り1年目から開幕一軍を勝ち取り、3月25日の千葉ロッテマリーンズとの開幕戦に大野奨太の代打で出場しプロ入り初出場を果たす。5月27日の東北楽天ゴールデンイーグルス戦ではプロ入り初安打を打った。シーズンの大半は二軍で過ごすも、8月度のファーム月間MVPを受賞した。
2017年、8月16日に一軍登録されると、8月27日の楽天戦でプロ初本塁打を打った。その後はシーズン終了まで一軍に帯同し、最終的には打率.239、7本塁打、20打点を記録した。
2018年は、開幕から石井一成や田中賢介、杉谷拳士、渡邉諒らと二塁手のレギュラーを争った。最終的には、74試合に出場し、打率.207、9本塁打、24打点だった。
2019年は、前年までの正三塁手であったブランドン・レアードが退団し、シーズン序盤は積極的に三塁手としてスタメン起用される。しかし、調子が上がらずに、中盤以降は近藤健介や平沼翔太、石井一成らにスタメンを奪われることが多くなった。最終的には、78試合に出場し打率.188、3本塁打、13打点に終わる。
2020年は、野村佑希やクリスチャン・ビヤヌエバが積極的に起用されたため、出場試合数は44試合と大幅に減り、打撃成績は打率.252、2本塁打、11打点であった。打率に関してはキャリアハイの成績を残した。

### 楽天時代
2021年2月27日に、池田隆英とのトレードで東北楽天ゴールデンイーグルスへ移籍することが日本ハム・楽天の両球団から発表され、同年3月3日付で日本野球機構 (NPB) より公示された。背番号は30。

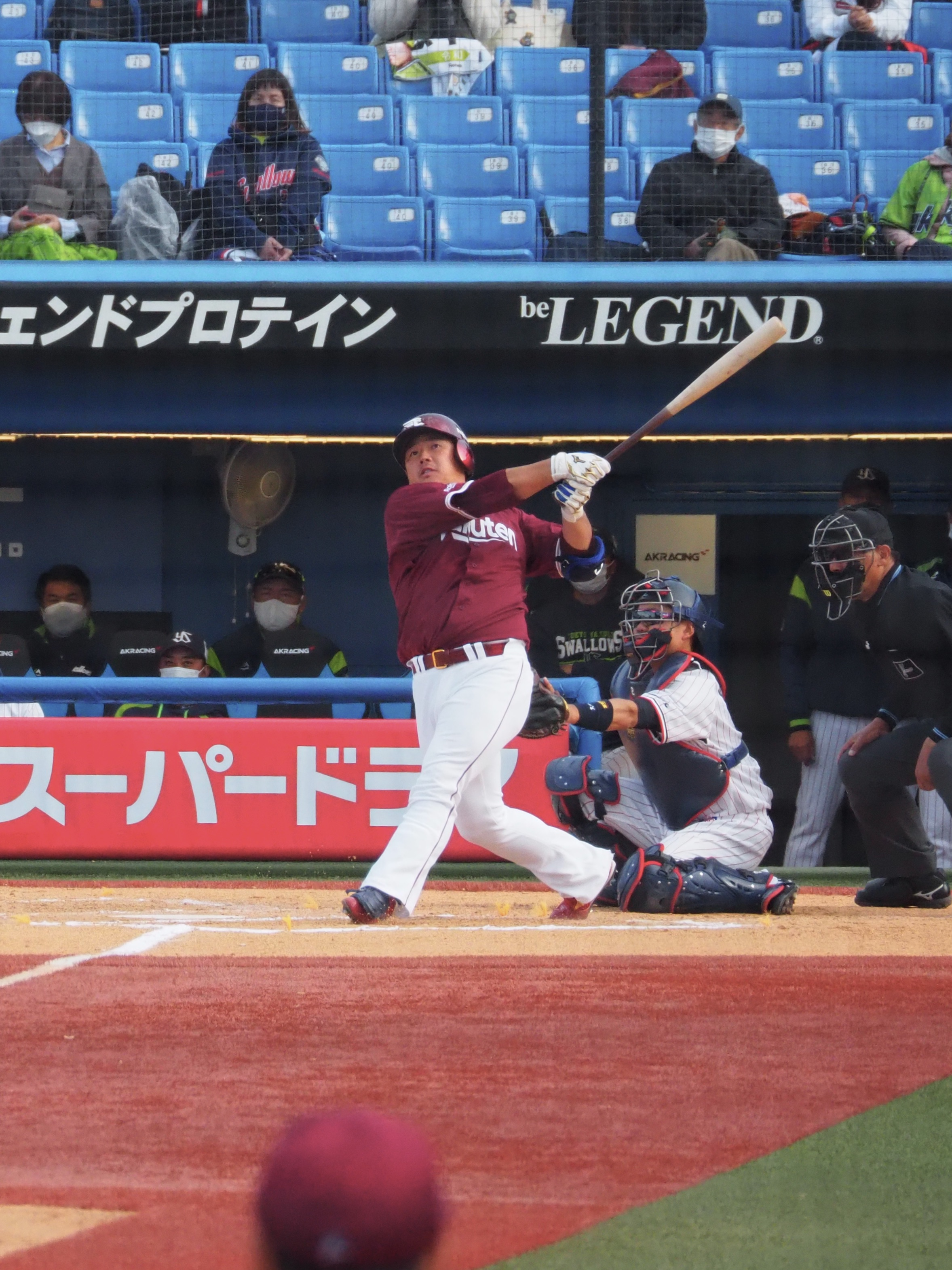
楽天時代
（2021年3月19日 明治神宮野球場）

開幕一軍のメンバーに選ばれ3月26日の古巣日本ハムとの開幕戦に小郷裕哉の代打で移籍後初出場。翌日27日の開幕2戦目には「7番・指名打者」としてスタメンで起用された。その後も代打や指名打者で積極的に起用されたもの調子が上がらず一軍と二軍を行き来し、最終的には30試合の出場で打率.180、3打点という成績に終わった。オフに、背番号が61に変更された。
2022年は、二軍で打率.278、6本塁打、39打点という成績を残すもプロ入り後初の一軍公式戦未出場に終わった。
2023年は、二軍で98試合に出場し、打率.288、6本塁打、26打点を記録したが、この年も一軍出場はなく、10月11日に戦力外通告を受けた。

### 現役引退後
2023年11月13日、楽天の二軍打撃コーチへの就任が発表された。背番号は95。2024年10月20日に本人の申し出により退団。
2025年より日本ハムに復帰し、ファーム打撃コーチに就任。背番号は81。

## 選手としての特徴
フルスイングが持ち味であり、長打力を誇る。守備では、遊撃を除いた内野と左翼を守れるユーティリティープレイヤーである。

## 人物
愛称は「おにぎり君」。名付け親は当時の守備走塁コーチであった白井一幸である。2017年からは本塁打後におにぎりを握るジェスチャーの「おにぎりポーズ」を披露する様になり、このおにぎりポーズを作成したのも愛称の名付け親でもある白井である。
2020年3月24日、都内在住の20代一般女性と結婚したことが発表された。

## 詳細情報

### 年度別打撃成績
| 年 度     | 球 団     | 試 合 | 打 席 | 打 数 | 得 点 | 安 打 | 二 塁 打 | 三 塁 打 | 本 塁 打 | 塁 打 | 打 点 | 盗 塁 | 盗 塁 死 | 犠 打 | 犠 飛 | 四 球 | 敬 遠 | 死 球 | 三 振 | 併 殺 打 | 打 率 | 出 塁 率 | 長 打 率 | O P S |
| --------- | --------- | ----- | ----- | ----- | ----- | ----- | -------- | -------- | -------- | ----- | ----- | ----- | -------- | ----- | ----- | ----- | ----- | ----- | ----- | -------- | ----- | -------- | -------- | ----- |
| 2016      | 日本ハム  | 10    | 17    | 17    | 1     | 2     | 0        | 0        | 0        | 2     | 0     | 0     | 0        | 0     | 0     | 0     | 0     | 0     | 3     | 0        | .118  | .118     | .118     | .235  |
| 2017      | 日本ハム  | 50    | 149   | 134   | 14    | 32    | 3        | 0        | 7        | 56    | 20    | 0     | 0        | 0     | 1     | 11    | 0     | 3     | 45    | 2        | .239  | .309     | .418     | .727  |
| 2018      | 日本ハム  | 74    | 210   | 193   | 18    | 40    | 2        | 0        | 9        | 69    | 24    | 0     | 1        | 2     | 2     | 9     | 0     | 4     | 45    | 5        | .207  | .255     | .358     | .612  |
| 2019      | 日本ハム  | 78    | 191   | 170   | 7     | 32    | 10       | 0        | 3        | 51    | 13    | 0     | 0        | 1     | 1     | 15    | 2     | 4     | 34    | 4        | .188  | .268     | .300     | .568  |
| 2020      | 日本ハム  | 44    | 116   | 107   | 10    | 27    | 2        | 0        | 2        | 35    | 11    | 0     | 0        | 0     | 1     | 6     | 0     | 2     | 16    | 3        | .252  | .302     | .327     | .629  |
| 2021      | 楽天      | 30    | 68    | 61    | 1     | 11    | 2        | 0        | 0        | 13    | 3     | 0     | 0        | 1     | 0     | 0     | 0     | 6     | 8     | 2        | .180  | .254     | .213     | .467  |
| 通算：6年 | 通算：6年 | 286   | 751   | 682   | 51    | 144   | 19       | 0        | 21       | 226   | 71    | 0     | 1        | 4     | 5     | 41    | 2     | 19    | 151   | 16       | .211  | .273     | .331     | .604  |

### 年度別守備成績
| 年 度 | 球 団    | 一塁  | 一塁  | 一塁  | 一塁  | 一塁  | 一塁     | 二塁  | 二塁  | 二塁  | 二塁  | 二塁  | 二塁     | 三塁  | 三塁  | 三塁  | 三塁  | 三塁  | 三塁     | 外野  | 外野  | 外野  | 外野  | 外野  | 外野     |
| 年 度 | 球 団    | 試 合 | 刺 殺 | 補 殺 | 失 策 | 併 殺 | 守 備 率 | 試 合 | 刺 殺 | 補 殺 | 失 策 | 併 殺 | 守 備 率 | 試 合 | 刺 殺 | 補 殺 | 失 策 | 併 殺 | 守 備 率 | 試 合 | 刺 殺 | 補 殺 | 失 策 | 併 殺 | 守 備 率 |
| ----- | -------- | ----- | ----- | ----- | ----- | ----- | -------- | ----- | ----- | ----- | ----- | ----- | -------- | ----- | ----- | ----- | ----- | ----- | -------- | ----- | ----- | ----- | ----- | ----- | -------- |
| 2016  | 日本ハム | 2     | 4     | 0     | 0     | 1     | 1.000    | -     | -     | -     | -     | -     | -        | 4     | 4     | 9     | 0     | 1     | 1.000    | -     | -     | -     | -     | -     | -        |
| 2017  | 日本ハム | 13    | 57    | 5     | 0     | 4     | 1.000    | 13    | 33    | 37    | 0     | 8     | 1.000    | 5     | 1     | 3     | 0     | 0     | 1.000    | -     | -     | -     | -     | -     | -        |
| 2018  | 日本ハム | 12    | 52    | 5     | 0     | 5     | 1.000    | 31    | 46    | 73    | 2     | 14    | .983     | 22    | 6     | 28    | 1     | 2     | .971     | 7     | 6     | 1     | 0     | 0     | 1.000    |
| 2019  | 日本ハム | 6     | 17    | 2     | 0     | 2     | 1.000    | -     | -     | -     | -     | -     | -        | 59    | 28    | 67    | 5     | 6     | .950     | 1     | 0     | 0     | 0     | 0     | ----     |
| 2020  | 日本ハム | 1     | 1     | 0     | 0     | 0     | 1.000    | -     | -     | -     | -     | -     | -        | 34    | 9     | 34    | 2     | 3     | .956     | -     | -     | -     | -     | -     | -        |
| 2021  | 楽天     | 1     | 8     | 1     | 0     | 0     | 1.000    | -     | -     | -     | -     | -     | -        | -     | -     | -     | -     | -     | -        | -     | -     | -     | -     | -     | -        |
| 通算  | 通算     | 35    | 139   | 13    | 0     | 12    | 1.000    | 44    | 79    | 110   | 2     | 22    | .990     | 124   | 48    | 141   | 8     | 12    | .959     | 21    | 18    | 1     | 0     | 0     | 1.000    |

### 記録
初記録
- 初出場：2016年3月25日、対千葉ロッテマリーンズ1回戦（QVCマリンフィールド）、7回表に大野奨太の代打で出場
- 初打席：同上、7回表に涌井秀章から二塁ゴロ
- 初先発出場：2016年5月27日、対東北楽天ゴールデンイーグルス8回戦（楽天Koboスタジアム宮城）、「7番・三塁手」で先発出場
- 初安打：同上、2回表に塩見貴洋から左前安打
- 初本塁打・初打点：2017年8月27日、対東北楽天ゴールデンイーグルス18回戦（Koboパーク宮城）、4回表に釜田佳直から左越ソロ[32]

### 背番号
- 58（2016年[12] - 2021年3月2日）
- 30（2021年3月3日[18] - 同年終了）
- 61（2022年[19] - 2023年）
- 95（2024年[23]）
- 81（2025年[25] - ）

### 登場曲
- 「FIRE」防弾少年団（2016年3月 - ）
- 「Don't Stop Me Now」QUEEN（2021年）

## ギャラリー
- 日大三高 東京大会優勝（2011年7月撮影）
- 同表彰式（2011年7月撮影）
- 日大三高夏の選手権大会優勝（2011年8月撮影）
- 優勝旗を持つ畔上翔主将（2011年8月撮影）
- 左から横尾俊建、吉永健太朗、鈴木貴弘、髙山俊（2011年8月撮影）